# Liste des épisodes de Ferdinand le Magnifique
 (mai 2025).
La mise en forme du texte ne suit pas les recommandations de Wikipédia : il faut le « wikifier ».
Les points d'amélioration suivants sont les cas les plus fréquents :
- Les titres sont pré-formatés par le logiciel. Ils ne sont ni en capitales, ni en gras.
- Le texte ne doit pas être écrit en capitales (les noms de famille non plus), ni en gras, ni en italique, ni en « petit »…
- Le gras n'est utilisé que pour surligner le titre de l'article dans l'introduction, une seule fois.
- L'italique est rarement utilisé : mots en langue étrangère, titres d'œuvres, noms de bateaux, etc.
- Les citations ne sont pas en italique mais en corps de texte normal. Elles sont entourées par des guillemets français : « et ».
- Les listes à puces sont à éviter, des paragraphes rédigés étant largement préférés. Les tableaux sont à réserver à la présentation de données structurées (résultats, etc.).
- Les appels de note de bas de page (petits chiffres en exposant, introduits par l'outil «  Source ») sont à placer entre la fin de phrase et le point final[comme ça].
- Les liens internes (vers d'autres articles de Wikipédia) sont à choisir avec parcimonie. Créez des liens vers des articles approfondissant le sujet. Les termes génériques sans rapport avec le sujet sont à éviter, ainsi que les répétitions de liens vers un même terme.
- Les liens externes sont à placer uniquement dans une section « Liens externes », à la fin de l'article. Ces liens sont à choisir avec parcimonie suivant les règles définies. Si un lien sert de source à l'article, son insertion dans le texte est à faire par les notes de bas de page.
- La présentation des références doit suivre les conventions bibliographiques. Il est recommandé d'utiliser les modèles {{Ouvrage}}, {{Chapitre}}, {{Article}}, {{Lien web}} et/ou {{Bibliographie}}. Le mode d'édition visuel peut mettre en forme automatiquement les références.
- Insérer une infobox (cadre d'informations à droite) n'est pas obligatoire pour parachever la mise en page.

Pour une aide détaillée, merci de consulter Aide:Wikification.
Si vous pensez que ces points ont été résolus, vous pouvez retirer ce bandeau et améliorer la mise en forme d'un autre article.
 (avril 2025).
Motif : Est qu'il est pertinent de créer une liste d'épisodes pour une série n'ayant pas de page ? Où sont les sources ?
- Archive Wikiwix
- Bing
- Cairn
- DuckDuckGo
- E. Universalis
- Gallica
- Google
- G. Books
- G. News
- G. Scholar
- Persée
- Qwant
- (zh) Baidu
- (ru) Yandex
- (wd) trouver des œuvres sur Wikidata

| 1. | Préciser le motif de la pose du bandeau. | Précisez le motif de la pose du bandeau en utilisant la syntaxe suivante : {{admissibilité à vérifier\|date=mai 2025\|motif=remplacez ce texte par le motif}}                                                      |
| 2. | Informer les utilisateurs concernés.     | Pensez à avertir le créateur de l'article, par exemple, en insérant le code ci-dessous sur sa page de discussion : {{subst:avertissement admissibilité à vérifier\|Liste des épisodes de Ferdinand le Magnifique}} |

Liste des épisodes de la série "Ferdinands Lieliskais" — cette page répertorie tous les épisodes de la saison de la série. Le tableau indique le numéro de l’épisode ainsi qu’un résumé des événements qui y sont représentés.
| Numéro d’épisode | Titre de l’épisode                               | Résumé |
| ---------------- | ------------------------------------------------ | --- |
| 1                | Le Ravin (partie 1)                              | |
| 2                | Le Ravin (partie 2)                              | |
| 3                | L’Armée                                          | Valdis peint une pièce sous la supervision de Ferdinands. Edžiņš arrive et annonce que Valdis a reçu une convocation militaire. Ferdinands est ravi que son fils remplisse son devoir de citoyen et organise une fête avec Māris et Arnolds. Valdis manque de se noyer avec une masque à gaz rempli de bière. Ferdinands est surpris d’apprendre que Valdis ne veut pas faire l’armée et cherche un moyen légal de l’en exempter. Finalement, Valdis obtient une pied plat. À la fin, l’armée annonce que la convocation était en fait destinée à Ferdinands. |
| 4                | Dans le Cercle de Béton (partie 1)               | Valdis interrompt Ferdinands en train de regarder son feuilleton mexicain préféré pour mettre du catch à la télé. Apprenant que les catcheurs gagnent beaucoup d’argent, Ferdinands décide de créer son propre club de combat avec Māris comme catcheur et Arnolds comme arbitre. Helēna est enrôlée comme infirmière de bord. Les préparatifs commencent. |
| 5                | Dans le Cercle de Béton (partie 2)               | La maison se prépare pour la soirée de combat. Valdis recrute des poivrots du quartier avec la promesse de bière pour affronter Māris. Il trouve aussi un public de touristes étrangers, appâtés par une visite de Rīga. Après le combat, les adversaires emportent les meubles de Ferdinands. |
| 6                | La Pizza Horrible                                | Valdis dit avoir été embauché par la pizzeria "Pizzeria Mumū", ce qui étonne Ferdinands puisque son fils ne sait même pas faire cuire un œuf. Après une intoxication d’Arnolds, ils décident de fonder leur propre pizzeria. Le résultat est une pizza géante qui prend vie et les poursuit. |
| 7                | Des Invités à la Maison                          | Les parents d’Arnolds viennent sans prévenir : un trio glouton. Ils dévalisent le frigo et commencent à envisager de manger les membres de la famille. |
| 8                | Didzis Kaparlauks                                | |
| 9                | La Balle d’Amour                                 | |
| 10               | L’Exécution                                      | Ferdinands et Valdis sauvent Māris d’un cheikh arabe à qui il aurait vendu un magasin Rimi. Une fausse audience judiciaire est organisée à l’appartement. Finalement, le cheikh renonce à garder Māris. |
| 11               | Enter (partie 1)                                 | Ferdinands tente de deviner les numéros du loto. Arnold entraîne Valdis pour un match de boxe. Les paris s’enchaînent. Valdis gagne la coupe, Ferdinands doit de la bière à Arnold. Puis arrive une lettre mystérieuse... |
| 12               | Enter (partie 2)                                 | Ferdinands apprend un système secret de prédiction du loto. Il ligote sa famille pour obtenir leurs dates de naissance. Un inventeur vient présenter une machine à remonter le temps. Ferdinands l’utilise à plusieurs reprises, finit par sauver l’omīte (mamie), mais ne gagne pas à la loterie. |
| 13               | Margarine Gagarine                               | La famille découvre qu’un couvercle de margarine contient une annonce de voyage spatial. Tout le monde veut partir. Finalement, c’est l’omīte qui est choisie. La télé vient filmer l’événement. |
| 14               | La Princesse Endormie                            | Ferdinands voit des lutins dans l’escalier. Il apprend qu’ils cherchent un remplaçant pour leur prince. Valdis, Māris et Arnolds postulent. La princesse s’avère russe, ce qui fait rêver Ferdinands. À la fin, les lutins envoient à Ferdinands une cassette érotique. |
| 15               | La Brique de Gutenberg                           | Valdis parle de la méthode d’apprentissage "Gutenberg" : taper une brique sur un livre posé sur la tête. Ferdinands teste, perd la mémoire, et devient docile. Il finit par retrouver la mémoire après des remèdes folkloriques. |
| 16               | Les Parents du Kazakhstan                        | |
| 17               | Le Casino                                        | |
| 18               | Nuit Silencieuse                                 | |
| 19               | Le Film Génial (partie 1)                        | |
| 20               | Le Film Génial (partie 2)                        | |
| 21               | Le Sexe Génial                                   | Māris gagne de l’argent comme mannequin. Ferdinands veut suivre son exemple, mais une opération ratée lui donne des seins. Il devient "Teofila Lieliskā" et défile en tant que femme. Il finit par se faire réopérer. |
| 22               | Le Ministre Génial                               | |
| 23               | Le Président Génial                              | |
| 24               | L’Étudiant Génial                                | Māris loue une chambre à une étudiante. Valdis et Ferdinands lui extorquent l’argent du loyer. Ingrīda aide Valdis à étudier. Il réussit finalement son test d’anglais et surprend tout le monde. |
| 25               | Chasse au Génie                                  | Un criminel évadé ressemblant à Ferdinands sème la confusion. Ferdinands fait croire qu’il est le fugitif pour toucher la récompense. Il se fait arrêter. Le vrai criminel est capturé ensuite. |
| 26               | Cerveaux Géniaux                                 | Après un film d’horreur, Ferdinands est perturbé en découvrant que l’omīte lit un catalogue de cercueils. Il crée un cercueil "intelligent" pour l’au-delà. |
| 27               | Les Géniaux Ambitieux (partie 1)                 | |
| 28               | Les Géniaux Ambitieux (partie 2)                 | |
| 29               | Les Géniaux Tueurs                               | |
| 30               | Choux et Beauté                                  | |
| 31               | Créature de Mode                                 | |
| 32               | Inimaginable                                     | |
| 33               | Le Salaud Invisible                              | |
| 34               | Titre Inconnu                                    | |
| 35               | Seconde Jeunesse                                 | |
| 36               | En Souvenir à Tous (partie 1)                    | |
| 37               | Par mazu piemiņu visiem (2.daļa)                 | |
| 38               | Protesta šovs                                    | |
| 39               | Robotvīrs (1.daļa)                               | |
| 40               | Robotvīrs (2.daļa)                               | |
| 41               | Saknes                                           | |
| 41               | Skrituļslidas                                    | |
| 42               | Taisnā tiesa                                     | |
| 43               | Titāniks                                         | |
| 44               | Tutenhama                                        | |
| 45               | Uztvērējs ir miris, lai dzīvo uztvērējs (1.daļa) | |
| 46               | Uztvērējs ir miris, lai dzīvo uztvērējs (2.daļa) | |

- (lv) Cet article est partiellement ou en totalité issu de l’article de Wikipédia en letton intitulé « "Ferdinands Lieliskais" sēriju uzskaitījums » (voir la liste des auteurs).